# Florian
Florian – imię męskie pochodzenia łacińskiego. Wywodzi się od słowa oznaczającego „kwitnący kwiat”. W Polsce używane bywało w formie Tworzyjan. Od Floriana wywodzi się także czeski neologizm Květoslav.
Żeński odpowiednik: Florianna, Floriana.
Florian imieniny obchodzi: 4 maja, 7 maja, 5 listopada i 17 grudnia.
Święty Florian jest patronem wykonawców zawodów wiążących się z ogniem: strażaków, hutników, kominiarzy, garncarzy, piekarzy. Jest również patronem Górnej Austrii obok św. Leopolda.
Wybrane osoby noszące imię Florian:
- Marcus Annius Florianus (ur. ok. 200) – cesarz rzymski
- Florian z Korytnicy (ur. XIV wiek) – średniowieczny rycerz polski, kasztelan wiślicki
- Florian z Kościelca (zm. 1333) – biskup płocki w latach 1318–1333
- Florian z Mokrska (ur. ok. 1305) – polski duchowny katolicki, w latach 1367–1380 biskup krakowski
- Flórián Albert (ur. 1941) – piłkarz węgierski
- Florian Ceynowa (ur. 1817) – kaszubski działacz społeczny
- Florian Czerwiński (ur. 1940) – polski lekarz, anatom
- Florian Henckel von Donnersmarck (ur. 1973) – niemiecki reżyser i scenarzysta
- Florian Krygier (ur. 1907) – polski trener i działacz piłkarski
- Florian Liegl (ur. 1983) – austriacki skoczek narciarski
- Florian Maurice (ur. 1974) – piłkarz francuski grający na pozycji napastnika
- Florian Siwicki (ur. 1925) – generał armii Wojska Polskiego
- Florian Schneider-Esleben (ur. 1947) – jeden z założycieli grupy Kraftwerk
- Florian Straszewski (ur. 1766) – współtwórca krakowskich Plant
- Florian Zając (ur. 1906) – polski ksiądz, kapelan AK, działacz antykomunistyczny, więzień PRL
- Florian Znaniecki (ur. 1882) – polski filozof i socjolog
- Stefan Florian Garczyński (ur. 1805) – polski poeta romantyczny